# 淘金者 (游戏)
《淘金者》（中国大陆又译作，又叫偷金子），为Brøderbund在1983年发行的一套Apple II的跳台動作遊戲，曾经在不少玩家中获得广大回响，並在之後陸續移植到其他遊戲平台上。它也是史上最早能讓玩家編輯關卡內容的遊戲之一。

## 游戏内容
游戏有多個多道關卡，多達百種以上，其中由玩家扮演一名“淘金者”，要将游戏内的所有金磚全部偷去才能过关。然後接續到不同的下一關。
游戏中A/B键可以在一般的砖墙挖一层坑，可以作为进入下层或者活埋敌人的用途，但不久就会复原。如果玩家将自己角色跳进，同样会把自己埋掉。

## 特色
该游戏是比较早能够自由编辑关卡的游戏之一。由当时还在华盛顿大学就读的学生道格拉斯·E·史密斯所开发。

## 后续作品
由于游戏的广泛回响，因此在后来的新的游戏机平台上也不难找到，如在1994年Sierra公司则重新制作出淘金者：传奇回归，1999年在任天堂的N64平台上推出的淘金者三维版等。